# Charles Henry Purcell

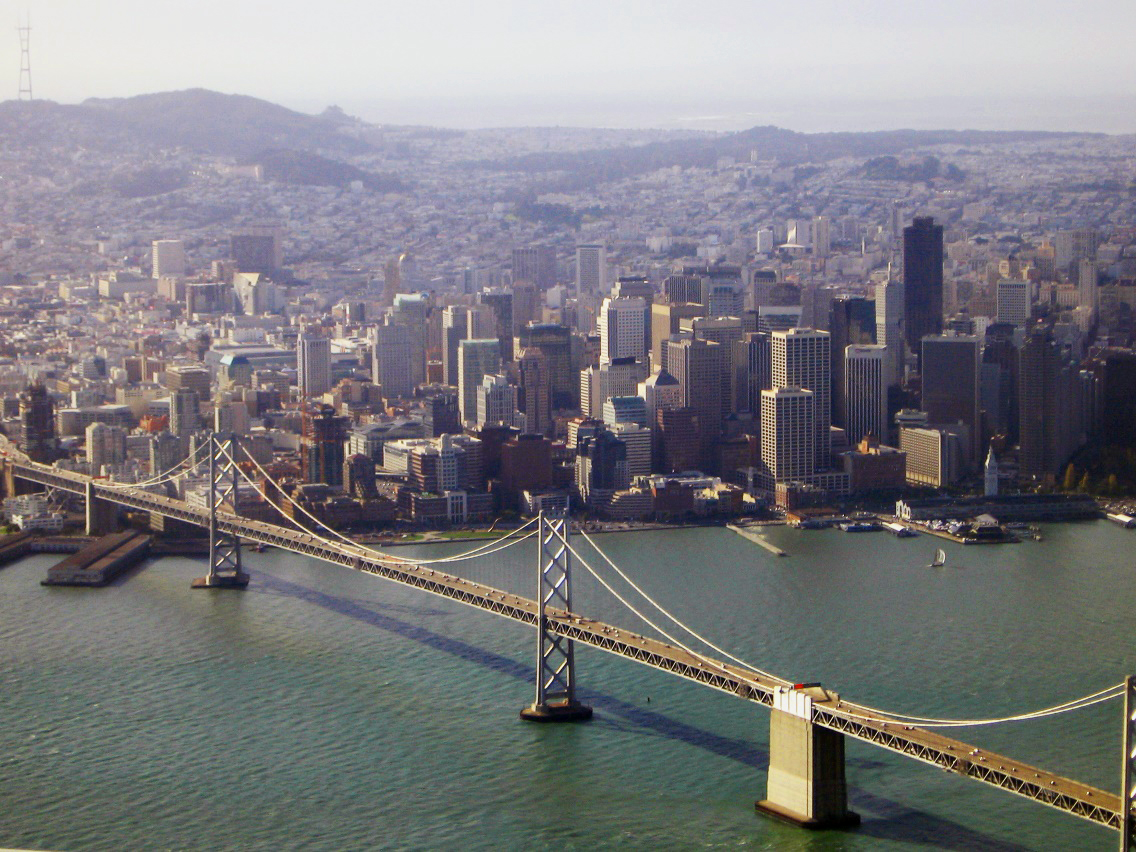
San Francisco-Oakland Bay Bridge met daarachter het centrum van San Francisco.

Charles Henry Purcell (North Bend (Nebraska), 27 januari 1883 – 7 september 1951) was een vooraanstaand Amerikaans civiel ingenieur. Purcell had onder meer een belangrijk aandeel in het ontwerp en de eigenlijke bouw van de San Francisco-Oakland Bay Bridge.